# Middelfartkronen
Middelfartkronen er en brudekrone fra begyndelsen af 1500-tallet, der blev fundet i 1933 i forbindelse med renovering af Torvet i Middelfart på Fyn. Den er i dag udstillet på Nationalmuseet i København.
Forskere mener, at den har tilhørt Sankt Nicolai Kirke, hvor den kan have sidet på en figur af Jomfru Maria, og har været udlånt til brude.

## Fundet
Middelfartkronen blev fundet i 1933 i forbindelse med at belægningen på Torvet i Middelfart skulle fornys. Den blev fundet i et lille stenbeklædt hulrum, der muligvis var et tidligere ildsted. Den blev fundet sammen med en halskæde med et relikviekors. Rummet i korset var tomt.

## Beskrivelse
Kronen er fremstillet af forgyldt sølv og den har rester af emalje. Den er omkring 26 cm i diameter og er 11 cm høj. Dens oprindelige vægt har været omkring 430 g. Cirklen består af 6 dele, som hver er dekoreret med tre fem-bladede rosetter med rester af emalje. De 12 spidser, hvoraf tre mangler, er udformet som liljer. Den var oprindeligt dekoreret med hjerte-formede blade.